# Antíoco XI Epífanes
Antíoco XI Epífanes Filadelfo (?-93 a. C.), en griego: Ἀντίοχος Ἐπιφανής Φιλάδελφος, fue un monarca helenístico de la dinastía seléucida que gobernó como rey de Siria entre los años 94 y 93 a. C. Era hijo de Antíoco VIII y de su esposa Trifena. En sus primeros años vivió una época de guerra civil constante entre su padre y su tío Antíoco IX. El conflicto terminó con el asesinato de Antíoco VIII, seguido por el establecimiento de Antíoco IX en Antioquía, la capital de Siria. El hijo mayor de Antíoco VIII, Seleuco VI, que controlaba la parte occidental de Cilicia, marchó contra su tío y lo hizo asesinar, apoderándose de Antioquía, pero fue expulsado y condenado a muerte en el año 94 a. C. por el hijo de Antíoco IX, Antíoco X. 
Tras el asesinato de Seleuco VI, Antíoco XI se declaró rey junto con su hermano gemelo Filipo I. Relatos antiguos de dudosa veracidad, pues parecen contradecirse con las pruebas arqueológicas, relatan que el primer acto de Antíoco XI fue vengar a su difunto hermano destruyendo la ciudad de Mopsuestia en Cilicia, responsable de la muerte de Seleuco VI. En el año 93 a. C., tomó Antioquía, un acontecimiento no mencionado por los historiadores antiguos pero confirmado por las pruebas numismáticas. Parece que en la corregencia era el rey principal, acuñando monedas como rey único y reinando solo en la capital, mientras que Filipo I permaneció en Cilicia, aunque conservó su título real. Su reinado no duró mucho. En el otoño del mismo año, Antíoco X se reagrupó y contraatacó; Antíoco XI fue derrotado y murió ahogado cuando cruzaba el río Orontes mientras trataba de huir.

## Nombre, familia y primeros años

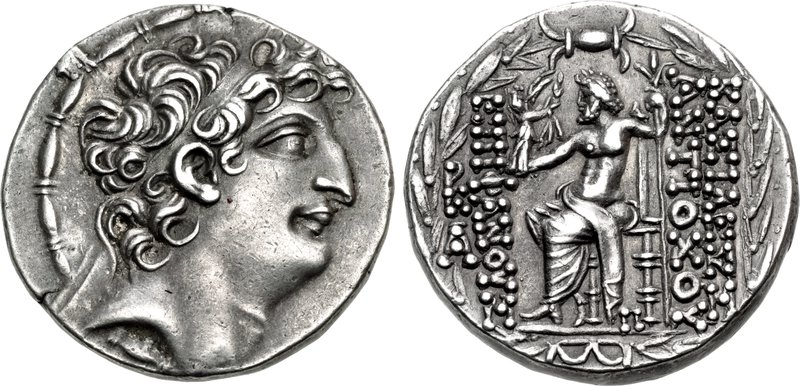
Moneda de Antíoco VIII, padre de Antíoco XI.

Antíoco es de etimología griega y significa «resuelto en la contienda». La capital de Siria, Antioquía, debe su nombre a Antíoco, padre del fundador de la ciudad, el rey Seleuco I (r. 305-281 a. C.); el nombre se convirtió en dinástico y lo llevaron muchos reyes seléuticos. Circa 124 a. C. Antíoco VIII se casó con la princesa ptolemaica Trifena, que murió en 109 a. C. La pareja tuvo muchos hijos, entre ellos Seleuco VI, el mayor; Antíoco XI y su gemelo Filipo I; Demetrio III; y Antíoco XII, el hermano menor. La madre de Filipo I fue citada explícitamente como Trifena por el historiador del siglo IV Eusebio de Cesarea, quien también mencionaba que Antíoco XI y Filipo I eran gemelos (didymoi). Se desconoce la fecha de nacimiento de Antíoco XI, pero cuando llegó al poder tenía al menos veinte años.
En 113 a. C., Antíoco IX se autoproclamó rey e inició una guerra civil contra su hermanastro Antíoco VIII. El conflicto entre los hermanos duraría una década y media; se cobró la vida de Trifena y terminó con el asesinato de Antíoco VIII a manos de su ministro Herakleon de Beroia en 96 a. C. Tras la muerte de Antíoco VIII, Antíoco IX tomó la capital, Antioquía, y se casó con la segunda esposa y viuda de Antíoco VIII, Cleopatra Selene. Los hijos de Antíoco VIII reaccionaron; Demetrio III tomó Damasco y la gobernó, mientras que Seleuco VI mató a Antíoco IX en 95 a. C. y tomó Antioquía. El nuevo rey fue derrotado por el hijo de Antíoco IX, Antíoco X (r. 95-92/88 a. C.), que tomó la capital. Seleuco VI escapó a Mopsuestia en Cilicia donde fue asesinado por los rebeldes en 94 a. C.

## Reinado

Siria en 95 a. C.

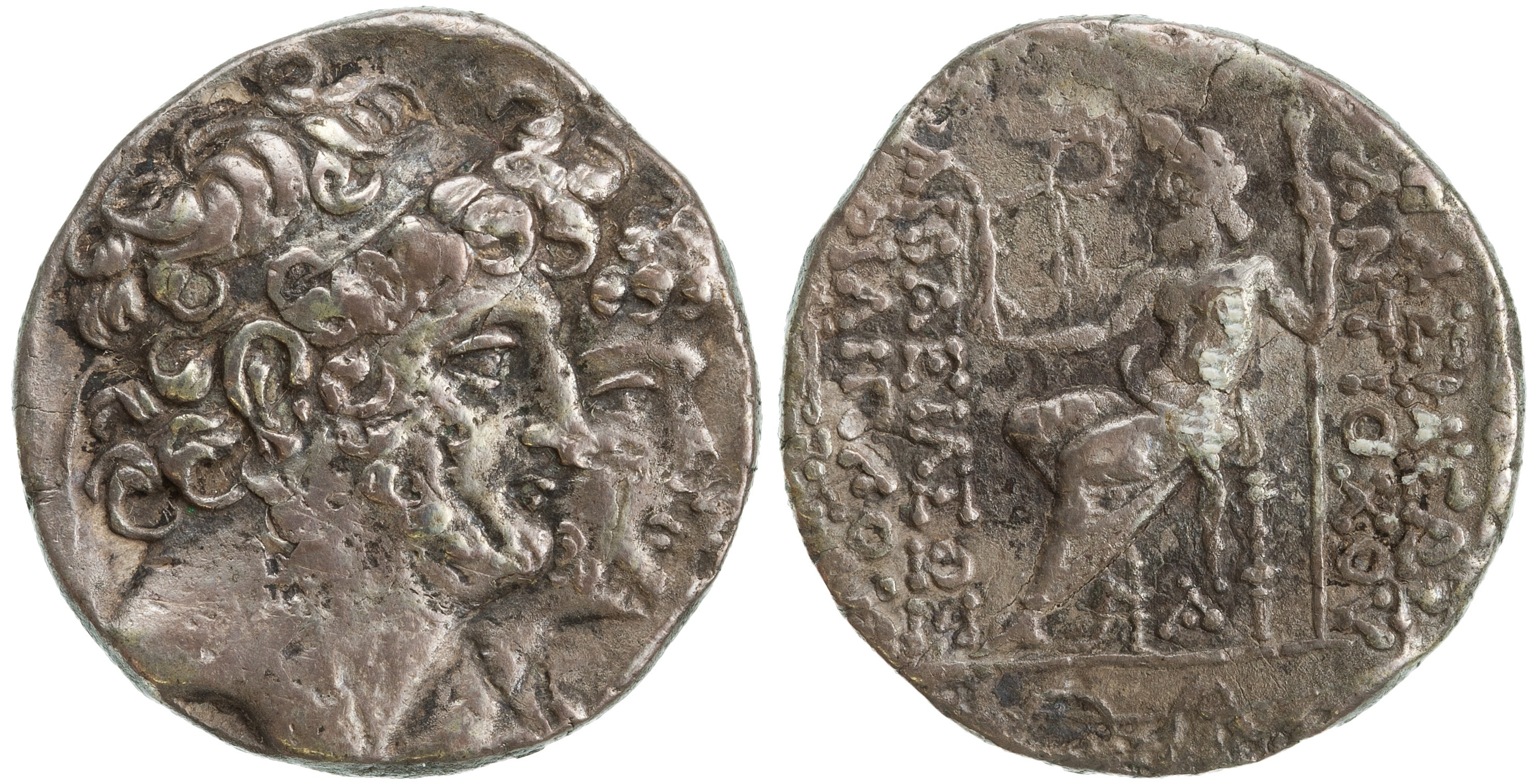
Antíoco XI y Filipo I barbados.

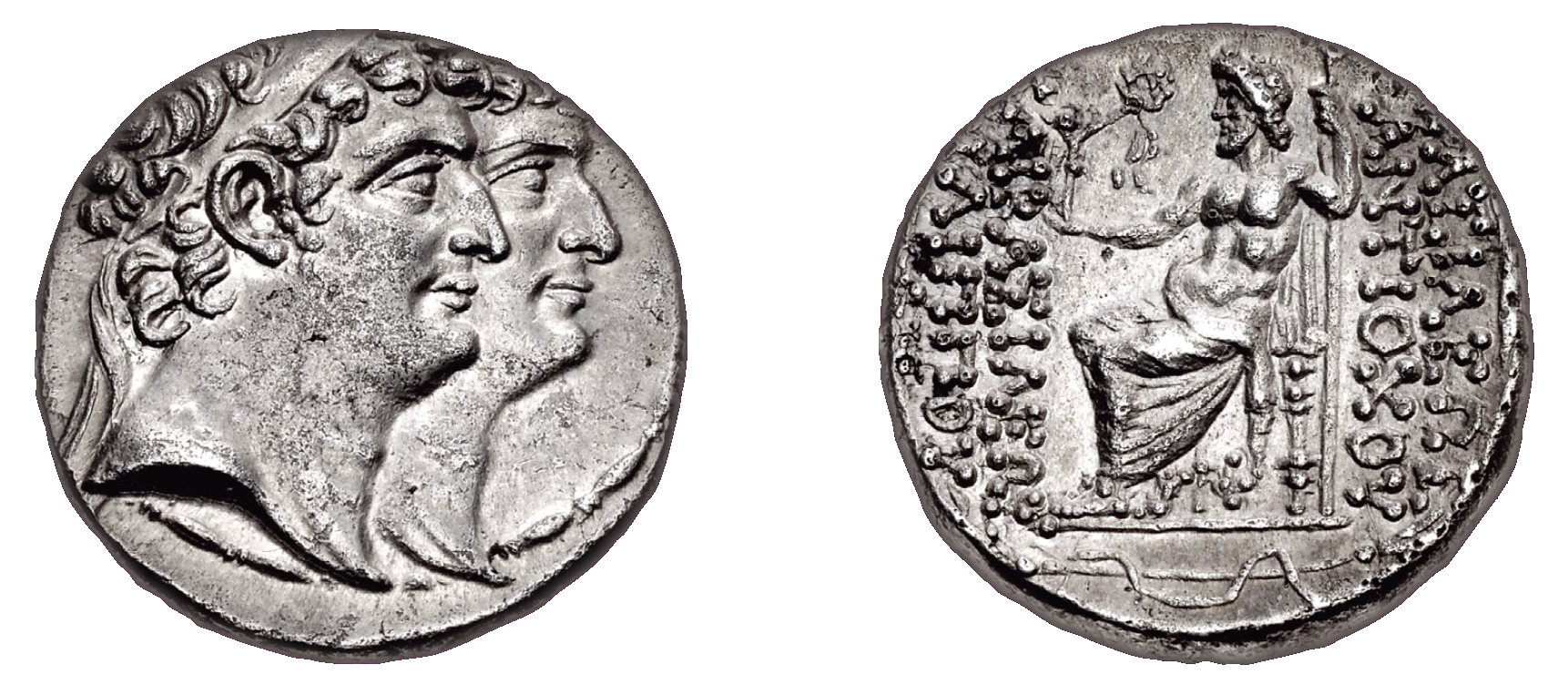
Moneda con los retratos acolados de Antíoco XI y Filipo I en el anverso. Antíoco VI aparece con patilla.

Los reinados de los reyes seléucidas tardíos están poco documentados en la literatura antigua en breves pasajes y resúmenes, a menudo plagados de conjeturas y contradicciones, por lo que las pruebas numismáticas son la principal fuente de información a la hora de reconstruir los reinados de los monarcas seléucidas tardíos. Durante el reinado de Seleuco VI, Antíoco XI y su hermano probablemente residieron en Cilicia. Tras la muerte de Seleuco VI, Antíoco XI y Filipo I se autoproclamaron reyes en el año 94 a. C.; el historiador estadounidense Alfred Bellinger apuntó la posibilidad de que su base era una ciudad costera al norte de Antioquía, mientras que Arthur Houghton creía que se trataba de Beroea, porque los gobernantes de la ciudad eran aliados de Filipo I.
Lo más probable es que su principal base de operaciones fuera Tarso; los retratos acolados (con su imagen superpuesta, una al lado de la otra) de Antíoco XI y Filipo I aparecen en los anversos de las monedas que acuñaron, y todas fueron acuñadas en Cilicia. Se conocen tres series de monedas acoladas; una serie, única conocida en 2008, incluye seis piezas que representan a ambos reyes con barba. La gran calidad artística de los retratos que se aprecia en estas seis piezas indica que el lugar donde se acuñaron estaba situado en una ciudad que era un centro de cultura, lo que haría de Tarso el lugar más probable de acuñación y su base de operaciones.
De las otras dos series de monedas se conservan menos piezas y representan a Antíoco XI con patilla. Esas monedas no fueron acuñadas en Tarso, y la patilla indica que esas emisiones fueron realizadas en ciudades al oeste de la base principal, cuando el rey las atravesó de camino a Tarso; para cuando Antíoco XI llegó a su cuartel general, aparecía con la barba completa. En todas las monedas acoladas, Antíoco XI aparecía por delante de Filipo I, con su nombre en primer lugar, mostrando que él era el monarca principal. Según Flavio Josefo Antíoco XI se convirtió en rey antes que Filipo I, pero la evidencia numismática sugiere lo contrario, ya que las monedas más antiguas muestran a ambos hermanos gobernando juntos.

### Epítetos e imagen real
Los monarcas helénicos no utilizaban los números regnales, sino que generalmente empleaban epítetos para distinguirse de otros reyes con nombres similares y la numeración de los reyes que se utiliza en la actualidad es en su mayor parte una práctica moderna. En sus monedas, Antíoco XI aparece con los epítetos Epífanes (Glorioso) y Filadelfo (Que ama a sus hermanos). Epífanes servía para hacer hincapié en la paternidad de Antíoco XI como hijo de Antíoco VIII, que llevaba el mismo epíteto, mientras que Filadelfo era probablemente un signo de respeto hacia Seleuco VI y Filipo I. La barba que Antíoco XI luce en sus monedas de Tarso es probablemente un signo de luto y de la intención de vengar la muerte de Seleuco VI. La última moneda de Antioquía de Antíoco XI lo representa sin barba, destacando que el voto se había cumplido.

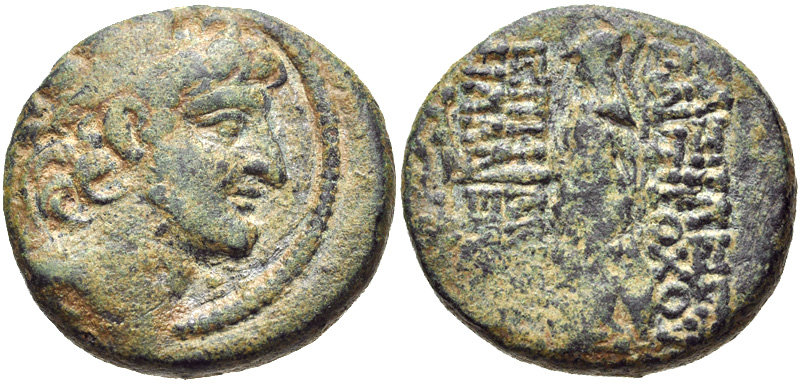
Retrato de Antíoco XI que ilustra la tradición del tryphé.

Basando su legitimidad en su padre, Antíoco XI aparece en sus monedas con una nariz aguileña exagerada, a semejanza de Antíoco VIII. La iconografía del retrato de Antíoco XI formaba parte de la tradición de rey tryphé , muy utilizada por Antíoco VIII. El retrato del gobernante expresa tryphé (lujo y magnificencia), donde se destacan su carácter desangelado y su robustez. La tradición de las imágenes tryphé comenzó en Egipto, y posteriormente fue adoptada en Siria. Los romanos consideraban los retratos tryphé como evidencia de la degeneración y decadencia de los reyes helénicos; la molicie de los retratos se veía como un signo de la incompetencia de los gobernantes, una forma de explicar el declive de las dinastías helénicas. Sin embargo, la visión romana probablemente no era objetiva; esas imágenes eran una política intencionada en un reino asolado por la guerra civil. La mayoría de los monarcas seléucidas tardíos, incluido Antíoco XI, se pasaron sus reinados luchando, causando estragos en sus tierras. La imagen de un rey guerrero en las monedas, como era habitual para los reyes grecobactrianos, por ejemplo, habría distanciado a la ya empobrecida población que sufría las consecuencias de la guerra. La gente necesitaba paz y abundancia, y el retrato tryphé era un intento de mostrar que el rey y su pueblo estaban viviendo una vida placentera. Empleando esta imagen, Antíoco XI sugería que él sería un rey exitoso y popular como su padre.

### Venganza de Seleuco VI y toma de la capital
Según Eusebio, los dos hermanos saquearon Mopsuestia y la destruyeron para vengar a Seleuco VI, aunque este hecho parece dudoso porque en el año 86 a. C., Roma confirió inviolabilidad al culto de Isis y Serapis en Mopsuestia, lo cual se evidencia por una inscripción encontrada en la ciudad. Después de Mopsuestia, Antíoco XI dejó a Filipo I en Cilicia y avanzó sobre Antioquía, expulsando a Antíoco X de la ciudad a principios del año 93 a. C. Los historiadores de la Antigüedad no hacen referencia al reinado de Antíoco XI en la capital, afirmando que luchó contra Antíoco X y fue derrotado. El monje e historiador bizantino del siglo VI Juan Malalas, cuya obra está considerada generalmente como poco fiable por los expertos, menciona el reinado de Antíoco XI en su relato sobre el período romano en Antioquía. La prueba tangible del éxito de Antíoco XI en la toma de la capital fue aportada en 1912, cuando se publicó el testimonio del hallazgo de una moneda acuñada por él en Antioquía.

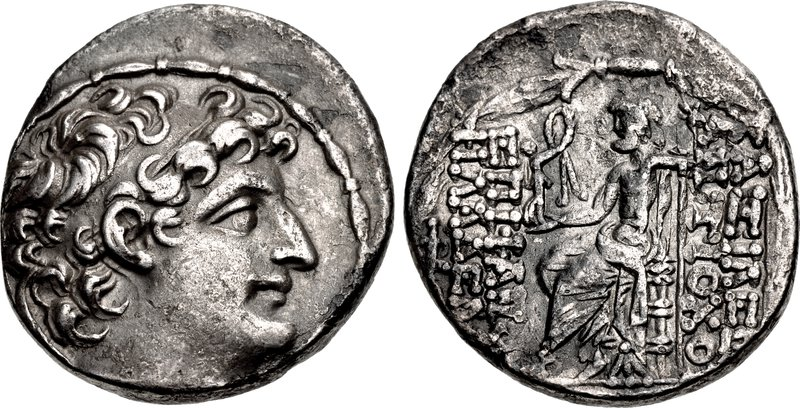
Tetradracma de Antíoco XI, ceca de Antioquía.

Filipo I no residió en la capital y Antíoco XI acuñó moneda como único rey. Filipo conservó el título real, pero se quedó en la ciudad que fue su base durante los preparativos para vengar a Seleuco VI. El numismático estadounidense Edward Theodore Newell le asignó a Antíoco XI un reinado de unas pocas semanas en la capital, pero según el numismático Oliver Hoover, estimando el promedio anual de uso de troqueles del rey propone un reinado de varios meses. Según Malalas, el rey Antíoco Filadelfo, es decir, Antíoco XI, construyó un templo para Apolo y Artemisa en Dafne (hoy Harbiye, en la provincia de Hatay, Turquía) y erigió dos estatuas de oro que representaban a los dioses, además de conferir el derecho de asilo a todo aquel que se refugiara en el templo; esta afirmación no puede ser correcta, ya que el templo data de los tiempos de Antíoco III (r. 222-187 a. C.). El historiador Glanville Downey, tras observar el estilo de escritura de Malalas en griego, planteó la posibilidad de que la palabra «construir» quería decir renovar o restaurar, lo que podía indicar que un predecesor de Antíoco XI pudo haber profanado el templo y fundido las estatuas de oro.

## Muerte y sucesión
En el otoño de 93 a. C., Antíoco X contraatacó, derrotando a Antíoco XI, que se ahogó cruzando el río Orontes mientras intentaba huir. Los relatos antiguos sobre la última batalla difieren: según el historiador del siglo I Flavio Josefo, Antíoco XI luchó solo, mientras que Eusebio menciona a Antíoco XI y a Filipo I en la batalla. Eusebio no habla del reinado de Antíoco XI en Antioquía, afirmando que la batalla final tuvo lugar inmediatamente después de la destrucción de Mopsuestia, una afirmación contradicha por las pruebas numismáticas. Bellinger considera que debieron movilizarse los ejércitos combinados de los dos hermanos, pero como solamente murió Antíoco XI, es probable que Filipo I se quedara en su capital y que Antíoco XI dirigiera los ejércitos en el campo de batalla.
No se tiene conocimiento sobre posibles matrimonios o hijos de Antíoco XI. Según el biógrafo del siglo I a. C. Plutarco, el general romano Lucio Licinio Lúculo dijo que el rey armenio Tigranes II, que conquistó Siria en el año 83 a. C., «dio muerte a los sucesores de Seleuco y [se llevó] a sus esposas e hijas en cautiverio». Las fuentes antiguas sobre el período seléucida tardío son fragmentarias y no mencionan muchos detalles. Por tanto, la declaración de Lúculo hace posible que existiera una esposa o hijas de Antíoco XI, y que fueran capturadas por el rey armenio.
Tras su victoria, Antíoco X recuperó la capital y la gobernó hasta su muerte.

## Árbol genealógico
| \| \| \| Seleuco IV [63] \| Seleuco IV [63] \| Seleuco IV [63] \| Seleuco IV [63] \| Seleuco IV [63] \| Seleuco IV [63] \| \| \| Laódice IV [63][64] \| Laódice IV [63][64] \| Laódice IV [63][64] \| Laódice IV [63][64] \| Laódice IV [63][64] \| Laódice IV [63][64] \| \| \| \| \| Ptolomeo V [65] \| Ptolomeo V [65] \| Ptolomeo V [65] \| Ptolomeo V [65] \| Ptolomeo V [65] \| Ptolomeo V [65] \| \| \| Cleopatra I [65] \| Cleopatra I [65] \| Cleopatra I [65] \| Cleopatra I [65] \| Cleopatra I [65] \| Cleopatra I [65] \| \| \| \| \| \| \| \| \| \| \| \| \| \| Seleuco IV [63] \| Seleuco IV [63] \| Seleuco IV [63] \| Seleuco IV [63] \| Seleuco IV [63] \| Seleuco IV [63] \| \| \| Laódice IV [63][64] \| Laódice IV [63][64] \| Laódice IV [63][64] \| Laódice IV [63][64] \| Laódice IV [63][64] \| Laódice IV [63][64] \| \| \| \| \| Ptolomeo V [65] \| Ptolomeo V [65] \| Ptolomeo V [65] \| Ptolomeo V [65] \| Ptolomeo V [65] \| Ptolomeo V [65] \| \| \| Cleopatra I [65] \| Cleopatra I [65] \| Cleopatra I [65] \| Cleopatra I [65] \| Cleopatra I [65] \| Cleopatra I [65] \| \| \| \| \| \| \| \| \| \| \| \| \| \| \| \| \| \| \| \| \| \| \| \| \| \| \| \| \| \| \| \| \| \| \| \| \| \| \| \| \| \| \| \| \| \| \| \| \| \| \| \| \| \| \| \| \| \| \| \| \| \| \| \| \| \| \| \| \| \| \| \| \| \| \| \| \| \| \| \| \| \| \| \| \| \| \| \| \| \| \| \| \| \| \| \| \| \| \| \| \| \| \| \| Demetrio I [64] \| Demetrio I [64] \| Demetrio I [64] \| Demetrio I [64] \| Demetrio I [64] \| Demetrio I [64] \| \| \| Laódice V [64] \| Laódice V [64] \| Laódice V [64] \| Laódice V [64] \| Laódice V [64] \| Laódice V [64] \| \| \| Ptolomeo VI [66] \| Ptolomeo VI [66] \| Ptolomeo VI [66] \| Ptolomeo VI [66] \| Ptolomeo VI [66] \| Ptolomeo VI [66] \| \| \| Cleopatra II [66] \| Cleopatra II [66] \| Cleopatra II [66] \| Cleopatra II [66] \| Cleopatra II [66] \| Cleopatra II [66] \| \| \| \| \| \| \| \| \| \| \| \| \| \| \| \| Demetrio I [64] \| Demetrio I [64] \| Demetrio I [64] \| Demetrio I [64] \| Demetrio I [64] \| Demetrio I [64] \| \| \| Laódice V [64] \| Laódice V [64] \| Laódice V [64] \| Laódice V [64] \| Laódice V [64] \| Laódice V [64] \| \| \| Ptolomeo VI [66] \| Ptolomeo VI [66] \| Ptolomeo VI [66] \| Ptolomeo VI [66] \| Ptolomeo VI [66] \| Ptolomeo VI [66] \| \| \| Cleopatra II [66] \| Cleopatra II [66] \| Cleopatra II [66] \| Cleopatra II [66] \| Cleopatra II [66] \| Cleopatra II [66] \| \| \| \| \| \| \| \| \| \| \| \| \| \| \| \| \| \| \| \| \| \| \| \| \| \| \| \| \| \| \| \| \| \| \| \| \| \| \| \| \| \| \| \| \| \| \| \| \| \| \| \| \| \| \| \| \| \| \| \| \| \| \| \| \| \| \| \| \| \| \| \| \| \| \| \| \| \| \| \| \| \| \| \| \| \| \| \| \| \| \| \| \| \| \| \| \| \| \| \| \| \| \| \| \| \| \| \| \| \| Demetrio II [67] \| Demetrio II [67] \| Demetrio II [67] \| Demetrio II [67] \| Demetrio II [67] \| Demetrio II [67] \| \| \| \| \| \| \| Cleopatra Tea [68] \| Cleopatra Tea [68] \| Cleopatra Tea [68] \| Cleopatra Tea [68] \| Cleopatra Tea [68] \| Cleopatra Tea [68] \| \| \| \| \| Cleopatra III [69] \| Cleopatra III [69] \| Cleopatra III [69] \| Cleopatra III [69] \| Cleopatra III [69] \| Cleopatra III [69] \| \| \| Ptolomeo VIII [69] \| Ptolomeo VIII [69] \| Ptolomeo VIII [69] \| Ptolomeo VIII [69] \| Ptolomeo VIII [69] \| Ptolomeo VIII [69] \| \| \| \| \| \| \| \| \| \| Demetrio II [67] \| Demetrio II [67] \| Demetrio II [67] \| Demetrio II [67] \| Demetrio II [67] \| Demetrio II [67] \| \| \| \| \| \| \| Cleopatra Tea [68] \| Cleopatra Tea [68] \| Cleopatra Tea [68] \| Cleopatra Tea [68] \| Cleopatra Tea [68] \| Cleopatra Tea [68] \| \| \| \| \| Cleopatra III [69] \| Cleopatra III [69] \| Cleopatra III [69] \| Cleopatra III [69] \| Cleopatra III [69] \| Cleopatra III [69] \| \| \| Ptolomeo VIII [69] \| Ptolomeo VIII [69] \| Ptolomeo VIII [69] \| Ptolomeo VIII [69] \| Ptolomeo VIII [69] \| Ptolomeo VIII [69] \| \| \| \| \| \| \| \| \| \| \| \| \| \| \| \| \| \| \| \| \| \| \| \| \| \| \| \| \| \| \| \| \| \| \| \| \| \| \| \| \| \| \| \| \| \| \| \| \| \| \| \| \| \| \| \| \| \| \| \| \| Antíoco VIII [70] \| Antíoco VIII [70] \| Antíoco VIII [70] \| Antíoco VIII [70] \| Antíoco VIII [70] \| Antíoco VIII [70] \| \| \| \| \| \| \| \| \| \| \| \| \| \| \| Trifena [70] \| Trifena [70] \| Trifena [70] \| Trifena [70] \| Trifena [70] \| Trifena [70] \| \| \| \| \| \| \| \| \| \| \| \| \| \| \| \| \| \| \| \| Antíoco VIII [70] \| Antíoco VIII [70] \| Antíoco VIII [70] \| Antíoco VIII [70] \| Antíoco VIII [70] \| Antíoco VIII [70] \| \| \| \| \| \| \| \| \| \| \| \| \| \| \| Trifena [70] \| Trifena [70] \| Trifena [70] \| Trifena [70] \| Trifena [70] \| Trifena [70] \| \| \| \| \| \| \| \| \| \| \| \| \| \| \| \| \| \| \| \| \| \| \| \| \| \| \| \| \| \| \| \| \| \| \| \| \| \| \| \| \| \| \| \| \| \| \| \| \| \| \| \| \| \| \| \| \| \| \| \| \| \| \| \| \| \| \| \| \| \| \| \| \| \| \| Antíoco XI \| \| \| \| \| \| \| \| \| \| \| \| \| \| \| \| \| \| \| \| \| \| |  |            |            |            |            |             |             |             |             |             |             |              |              |              |              |              |              |               |               |               |               |               |               |            |            |              |              |               |               |               |               |               |               |         |         |               |               |               |               |               |               |  |  |
| |  | Seleuco IV | Seleuco IV | Seleuco IV | Seleuco IV | Seleuco IV  | Seleuco IV  |             |             | Laódice IV  | Laódice IV  | Laódice IV   | Laódice IV   | Laódice IV   | Laódice IV   |              |              |               |               | Ptolomeo V    | Ptolomeo V    | Ptolomeo V    | Ptolomeo V    | Ptolomeo V | Ptolomeo V |              |              | Cleopatra I   | Cleopatra I   | Cleopatra I   | Cleopatra I   | Cleopatra I   | Cleopatra I   |         |         |               |               |               |               |               |               |  |  |
| |  | Seleuco IV | Seleuco IV | Seleuco IV | Seleuco IV | Seleuco IV  | Seleuco IV  |             |             | Laódice IV  | Laódice IV  | Laódice IV   | Laódice IV   | Laódice IV   | Laódice IV   |              |              |               |               | Ptolomeo V    | Ptolomeo V    | Ptolomeo V    | Ptolomeo V    | Ptolomeo V | Ptolomeo V |              |              | Cleopatra I   | Cleopatra I   | Cleopatra I   | Cleopatra I   | Cleopatra I   | Cleopatra I   |         |         |               |               |               |               |               |               |  |  |
| |  |            |            |            |            |             |             |             |             |             |             |              |              |              |              |              |              |               |               |               |               |               |               |            |            |              |              |               |               |               |               |               |               |         |         |               |               |               |               |               |               |  |  |
| |  |            |            |            |            |             |             |             |             |             |             |              |              |              |              |              |              |               |               |               |               |               |               |            |            |              |              |               |               |               |               |               |               |         |         |               |               |               |               |               |               |  |  |
| |  | Demetrio I | Demetrio I | Demetrio I | Demetrio I | Demetrio I  | Demetrio I  |             |             | Laódice V   | Laódice V   | Laódice V    | Laódice V    | Laódice V    | Laódice V    |              |              | Ptolomeo VI   | Ptolomeo VI   | Ptolomeo VI   | Ptolomeo VI   | Ptolomeo VI   | Ptolomeo VI   |            |            | Cleopatra II | Cleopatra II | Cleopatra II  | Cleopatra II  | Cleopatra II  | Cleopatra II  |               |               |         |         |               |               |               |               |               |               |  |  |
| |  | Demetrio I | Demetrio I | Demetrio I | Demetrio I | Demetrio I  | Demetrio I  |             |             | Laódice V   | Laódice V   | Laódice V    | Laódice V    | Laódice V    | Laódice V    |              |              | Ptolomeo VI   | Ptolomeo VI   | Ptolomeo VI   | Ptolomeo VI   | Ptolomeo VI   | Ptolomeo VI   |            |            | Cleopatra II | Cleopatra II | Cleopatra II  | Cleopatra II  | Cleopatra II  | Cleopatra II  |               |               |         |         |               |               |               |               |               |               |  |  |
| |  |            |            |            |            |             |             |             |             |             |             |              |              |              |              |              |              |               |               |               |               |               |               |            |            |              |              |               |               |               |               |               |               |         |         |               |               |               |               |               |               |  |  |
| |  |            |            |            |            |             |             |             |             |             |             |              |              |              |              |              |              |               |               |               |               |               |               |            |            |              |              |               |               |               |               |               |               |         |         |               |               |               |               |               |               |  |  |
| |  |            |            |            |            | Demetrio II | Demetrio II | Demetrio II | Demetrio II | Demetrio II | Demetrio II |              |              |              |              |              |              | Cleopatra Tea | Cleopatra Tea | Cleopatra Tea | Cleopatra Tea | Cleopatra Tea | Cleopatra Tea |            |            |              |              | Cleopatra III | Cleopatra III | Cleopatra III | Cleopatra III | Cleopatra III | Cleopatra III |         |         | Ptolomeo VIII | Ptolomeo VIII | Ptolomeo VIII | Ptolomeo VIII | Ptolomeo VIII | Ptolomeo VIII |  |  |
| |  |            |            |            |            | Demetrio II | Demetrio II | Demetrio II | Demetrio II | Demetrio II | Demetrio II |              |              |              |              |              |              | Cleopatra Tea | Cleopatra Tea | Cleopatra Tea | Cleopatra Tea | Cleopatra Tea | Cleopatra Tea |            |            |              |              | Cleopatra III | Cleopatra III | Cleopatra III | Cleopatra III | Cleopatra III | Cleopatra III |         |         | Ptolomeo VIII | Ptolomeo VIII | Ptolomeo VIII | Ptolomeo VIII | Ptolomeo VIII | Ptolomeo VIII |  |  |
| |  |            |            |            |            |             |             |             |             |             |             |              |              |              |              |              |              |               |               |               |               |               |               |            |            |              |              |               |               |               |               |               |               |         |         |               |               |               |               |               |               |  |  |
| |  |            |            |            |            |             |             |             |             |             |             | Antíoco VIII | Antíoco VIII | Antíoco VIII | Antíoco VIII | Antíoco VIII | Antíoco VIII |               |               |               |               |               |               |            |            |              |              |               |               |               |               | Trifena       | Trifena       | Trifena | Trifena | Trifena       | Trifena       |               |               |               |               |  |  |
| |  |            |            |            |            |             |             |             |             |             |             | Antíoco VIII | Antíoco VIII | Antíoco VIII | Antíoco VIII | Antíoco VIII | Antíoco VIII |               |               |               |               |               |               |            |            |              |              |               |               |               |               | Trifena       | Trifena       | Trifena | Trifena | Trifena       | Trifena       |               |               |               |               |  |  |
| |  |            |            |            |            |             |             |             |             |             |             |              |              |              |              |              |              |               |               |               |               |               |               |            |            |              |              |               |               |               |               |               |               |         |         |               |               |               |               |               |               |  |  |
| |  |            |            |            |            |             |             |             |             |             |             |              |              |              |              |              |              |               |               |               |               | Antíoco XI    |               |            |            |              |              |               |               |               |               |               |               |         |         |               |               |               |               |               |               |  |  |